# Marcetella moquiniana
Marcetella moquiniana és una espècie de planta de la família de les Rosàcies. És un arbret o arbust que pot arribar a fer 4 m d'alçada, amb l'escorça rugosa i les fulles compostes amb 10 parells de folíols. És una rosàcia molt propera a les nostres Sanguisorba, gènere al qual pertany la pimpinella. Com passa amb tants altres gèneres endèmics de les Illes Canàries, estan emparentats amb plantes mediterrànies, però a les Canàries han desenvolupat un port arbori. Creix al domini del bosc termòfil. Té usos medicinals locals com a astringent.
Marcetella és un gènere exclusiu de la macaronèsia: Marcetella moquiniana es troba a l'arxipèlag canari, mentre que Marcetella maderensis es troba a Madeira, i es tracta d'un clar exemple d'especiació per separació geogràfica. Marcetella moquiniana és una espècie que trobem a les illes de Gran Canària, Tenerife i La Gomera. El seu nom científic "Marcetella" està dedicat a Adeodat F. Marcet, monjo del Monestir de Montserrat, i amic del botànic suec Sventenius, autor d'aquest gènere.